# Wohnhaus Kirchenstraße 10
Das Wohnhaus Kirchenstraße 10, die Superintendentur in der niedersächsischen Stadt Bremervörde, wurde zum Ende des 19. Jahrhunderts gebaut. Aktuell (2025) wird es als Wohn- und Dienstsitz des Superintendenten genutzt.
Das Gebäude steht unter Denkmalschutz (siehe auch Liste der Baudenkmale in Bremervörde).

## Geschichte und Beschreibung
Bremervörde war um 1000 Sitz der Wasserburg Vörde an der Oste und gehört zum Landkreis Rotenburg (Wümme).
Das eingeschossige traufständige Eckgebäude in Fachwerk mit Steinausfachungen, pfannengedecktem Krüppelwalmdach und mittigem Dachhaus zur Straße wurde 1818 (Inschrift) als Superintendentur gebaut. Es handelt sich um einen der Kirche zugehörigen Bau, der später als Wohnhaus genutzt wurde. Die Aufgabe des Superintendenten besteht darin, die Gemeinschaft der Kirchengemeinden innerhalb des Kirchenkreises zu stärken.
Das Landesdenkmalamt befand u. a.: „… typischer städtischer Fachwerkbau des frühen 19. Jahrhunderts …“